# MEF-Zellen
MEF-Zellen (von englisch mouse embryo fibroblast) sind eine Mischung von Zelltypen aus Embryonen von Mäusen, meistens von Labormäusen, die unter anderem zur Untersuchung von primären Zellen verwendet werden.

## Eigenschaften
MEF-Zellen sind primäre Zellen, die aus Mäuseembryonen gewonnen werden. Im Gegensatz zu Zelllinien sind MEF-Zellen als Modell den Zellen in einem Organismus ähnlicher, denn unter anderem fehlt bei MEF-Zellen die Immortalisierung wie bei Zelllinien. MEF-Zellen werden frisch präpariert und entweder in Zellkultur bis kurz vor die Konfluenz kultiviert oder ohne vorherige Zellkultur untersucht, um im letzteren Fall die Effekte des Zellkulturmediums auf die Zellen zu mindern. Sie werden unter anderem zur Charakterisierung von Stammzellen und Endothelzellen verwendet. MEF-Zellen werden auch als Fütterzellen verwendet. Bei MEF-Fütterzellen werden oftmals transgene Varianten mit LIF und einer Neomycin-Resistenz verwendet.
Daneben gibt es auch aus primären embryonalen Zellen hervorgegangene immortalisierte MEF-Zelllinien, wie die per Transduktion mit dem SV-40-Virus durch das große T-Antigen hervorgegangene Linie ATCC-CRL-2991 der American Type Culture Collection.